# Methodistische Kirche Nigeria

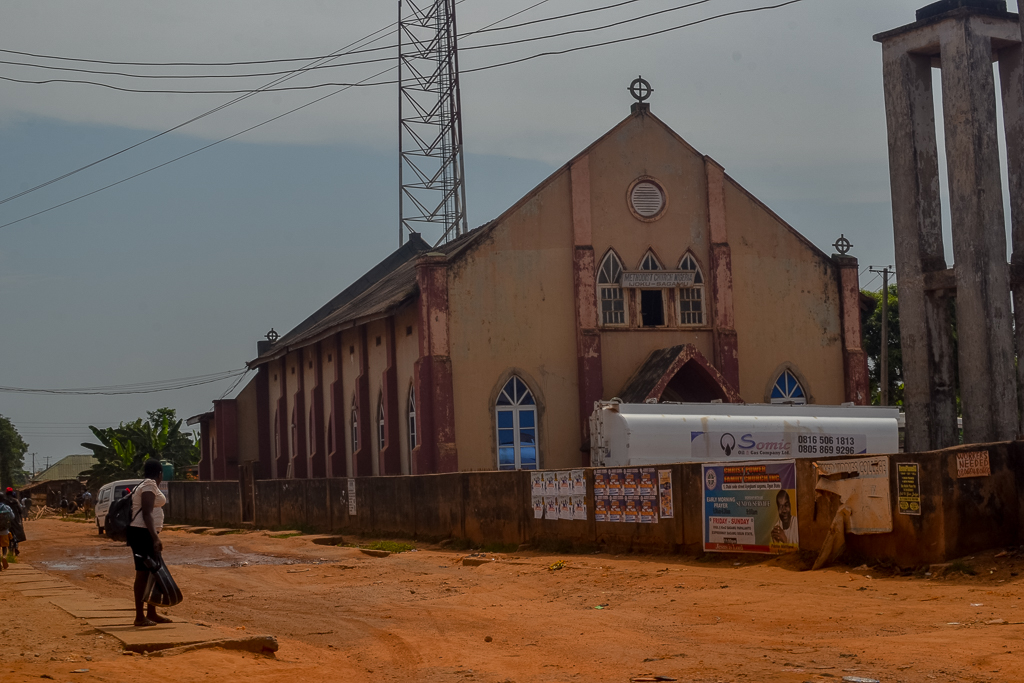
Methodistische Kirche Nigeria, Kirche in Ijoku, Sagamu (2010)

Die Methodist Church Nigeria (MCN) ist die vereinigte methodistische Kirche Nigerias. Sie ist Mitglied des World Methodist Council und des Weltkirchenrats.

## Geschichte
Die methodistische Mission begann in Nigeria im Jahre 1842. Erste Missionsstationen befanden sich in Badagry und Abeokuta, von dort aus breitete sich die Kirche in westlicher und nördlicher Richtung aus. Mit der Ankunft der  Primitive Methodist Church im Jahr 1893 auf der Insel Fernando Póo, gelegen an der Südküste Nigerias, wurde auch der Süden Nigerias in die methodistische Mission einbezogen. Beide Kirchen existierten unabhängig voneinander, bis sie sich nach einer Konferenz im Jahr 1962 vereinigten. Im Jahr 1976 gab sich die Kirche eine  episkopale Verfassung.

## Organisation
Das höchste beschlussfassende Organ ist die Konferenz der MCN. Der Prälat, der ihr vorsitzt, ist Sunday Olatunji Makinde. Die MCN ist in 8 Erzdiözesen aufgeteilt, denen jeweils ein Bischof vorsteht. Den Erzdiözesen sind 44 Diözesen untergeordnet. Verfassungsgemäß nehmen Laien an allen beschlussfassenden Versammlungen teil.

## Aktivitäten
Die Kirche hat sich besonders auf dem Bildungs- und Gesundheitssektor engagiert. Mehrere Krankenhäuser wurden durch die MCN gegründet und unterhalten, darunter eine Klinik für Leprakranke, drei psychiatrische Kliniken und ein Heim für AIDS-Waisen. Sie errichtete Schulen, Kindergärten und theologische Seminare. Gegenwärtig wird die Gründung einer Universität vorbereitet, die Wesley University of Science and Technology (WUSTO) im Bundesstaat Ondo.